# Marosvécs község
Marosvécs község (románul: Comuna Brâncovenești) község Maros megyében, Romániában. Központja Marosvécs, beosztott falvai Disznajó, Erdőidecs, Erdőszakál, Idecspatak.

## Népessége
A 2011-es népszámlálás adatai alapján a község népessége 3972 fő volt.